# Parti démocrate (Ouganda)
Le parti démocrate (Democrat Party, DP) est un parti politique conservateur modéré en Ouganda dirigé par l'avocat Norbert Mao  (en). Le parti a précédemment été dirigé par Paul Ssemogerere pendant près de 25 ans jusqu'à sa retraite en novembre 2005. John Ssebaana Kizito a remplacé Ssemogerere pour diriger le parti jusqu'en février 2010, date à laquelle Norbert Mao devint son président.